# Markham (Illinois)
Markham est une ville située dans le comté de Cook en proche banlieue de Chicago dans l'État de l'Illinois aux États-Unis.